# Belgisch kampioenschap wielrennen voor nieuwelingen tweedejaars

De Belgische kampioenentrui

Het Belgisch kampioenschap wielrennen voor nieuwelingen tweedejaars is een jaarlijkse wielerwedstrijd in België voor renners van 16 jaar met Belgische nationaliteit. Er wordt gereden voor de nationale titel.
Vóór 2000 werd voor de nieuwelingen eerstejaars en tweedejaars een gezamenlijk kampioenschap georganiseerd, het Belgisch kampioenschap voor nieuwelingen. Sinds 2000 rijden beide leeftijdscategorieën hun eigen kampioenschap.

## Erelijst
| Jaar | Plaats                | Winnaar            | 2de                     | 3de                     |
| 2026 | Denderleeuw           |                    |                         |                         |
| 2025 | Putte                 |                    |                         |                         |
| 2024 | Liedekerke            | Jinze Joris        | Seff Van Kerckhove      | Mauro Keppens           |
| 2023 | Hoogstraten           | Senne Brys         | Mats Vanden Eynde       | Matteo Vanden Wijngaert |
| 2022 | Brasschaat            | Bern Zimmermann    | Lomme Van Den Meerssche | Matthé De Leyn          |
| 2021 |                       |                    |                         |                         |
| 2020 | Affligem              | Aaron Dockx        | Tyson Borremans         | Vlad Van Mechelen       |
| 2019 | Lendelede             | Stijn Degeest      | Lucas Jacques           | Arne Van Cauwenberghe   |
| 2018 | Liedekerke            | Siebe Deweirdt     | Axel De Kinder          | Wout Van Hamme          |
| 2017 | Lacs de l'Eau d'Heure | Toon Stippelmans   | Jago Willems            | Tijs Verstappen         |
| 2016 | Grandglise            | Thibaut Ponsaerts  | Lars Lievens            | Aaron Stockx            |
| 2015 | Gits                  | Michiel Hillen     | Thibault Plysier        | Sooi Wuyts              |
| 2014 | Hooglede              | Gil D'Heygere      | Lothar Verhulst         | Robbe Debuyck           |
| 2013 | Pollare               | Jari Snyers        | Célestin Leyman         | Daan Noyens             |
| 2012 | Tervuren              | Jordi Van Dingenen | Jens Teirlinck          | Thomas Joseph           |
| 2011 | Leopoldsburg          | Jasper Paridaens   | Jenthe Biermans         | Mathias Van Gompel      |
| 2010 | Wielsbeke             | Jonas Rickaert     | Joachim Vanreyten       | Kevin Deltombe          |
| 2009 | Geel                  | Robin Van Goethem  | Alexander Maes          | Kenneth Van Rooy        |
| 2008 | Hooglede-Gits         | Jasper Stuyven     | Jens Vandenbogaerde     | Gaëtan Pons             |
| 2007 | Beveren               | Niels Reynvoet     | Adrien Guerrero         | Jelle Mannaerts         |
| 2006 | Erpe-Mere             | Thijs Loncke       | Jorg Roosen             | Steven Galens           |
| 2005 | Vezin                 | Fréderique Robert  | Aurélien Champenois     | Justin Van Hoecke       |
| 2004 | Arendonk              | Gregory Joseph     | Michael Van Staeyen     | Sven Vandousselaere     |
| 2003 | Hoogstraten           | Frederiek Nolf     | Jonathan Dufrasne       | Stijn Joseph            |
| 2002 | Geel                  | Pieter Jacobs      | Stijn De Boeck          | Nikolas Maes            |
| 2001 | Baasrode              | Michael Polazzi    | Wim Van Roey            | Sebastien Goffaux       |
| 2000 | Frasnes-lez-Anvaing   | Gregory De Munster | Johan Peeters           | Davy De Leener          |